# Guillaume Soisson
Guillaume Soisson (Lorentzweiler, 18 de novembre de 1866 - Ciutat de Luxemburg, 27 d'agost de 1938) fou un enginyer i polític luxemburguès del Partit de la Dreta. Soisson va entrar al gabinet de Hubert Loutsch el 1915 com a director general d'Obres Públiques i director general d'Agricultura. Va dimitir, juntament amb el primer ministre, el 24 de febrer de 1916. Va entrar en el gabinet per segona vegada, sota Émile Reuter, com a director general d'Obres Públiques, en substitució de Guillaume Leidenbach, que havia dimitit el 14 d'abril de 1923.